# مجلس مستشاران

آرم مجلس مستشاران مزین به آیه «إن تنصروا الله ینصرکم» در سوره محمد

مجلس مستشاران (به عربی: مجلس المستشارين) به مجلس علیای پارلمان مراکش گفته می‌شود. برخلاف مجلس نمایندگان، ۱۲۰ کرسی این مجلس که عضویت در آن شش ساله است، با انتخاب مستقیم شهروندان انتخاب نمی‌شوند، بلکه توسط مجمع گزینندگان منتخب اعضای اصناف مختلف انتخاب می‌شوند.